# 祖德·萊茵霍爾德
小愛德華·歐內斯特·「賈基」·雷荷（英語：Edward Ernest "Judge" Reinhold, Jr.，1957年5月21日—）是一位美國男演員。知名演出作品如《烏龍大頭兵》（1981年）、《開放的美國學府》（1982年）、《小精靈》（1984年）、《比佛利山超級警探》（1984年）及其續集、《家有惡夫》（1986）和《聖誕快樂又瘋狂》（1994年）。